# Echte lavendel

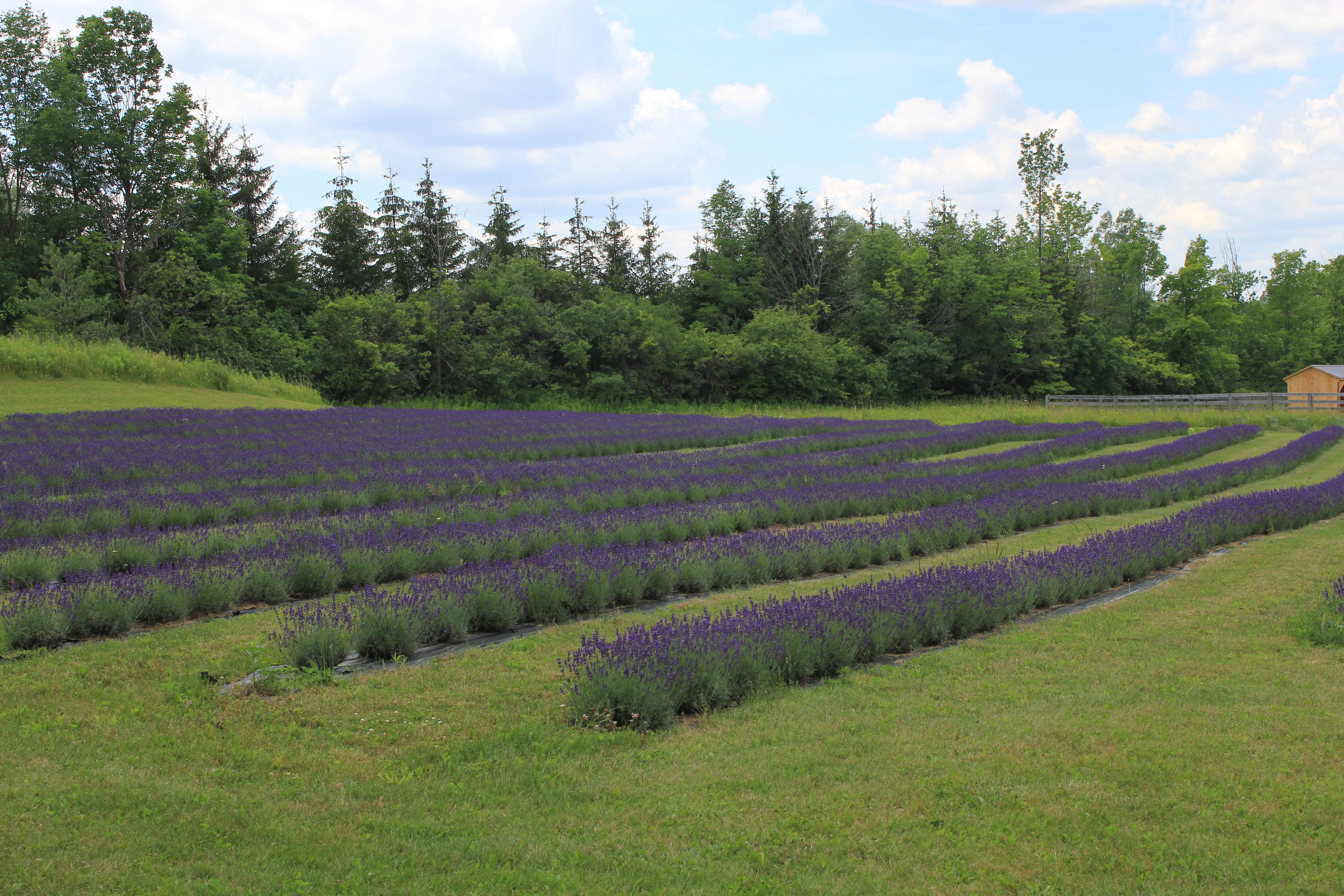
Lavendelkwekerij in Canada

Echte lavendel of smalbladige lavendel (Lavandula angustifolia) is een plant uit de lipbloemenfamilie (Lamiaceae). Het is een lage, sterk vertakte struik. Echte lavendel is afkomstig uit Zuid-Europa, waar ze groeit op droge, rotsige, kalkrijke hellingen. De hoogte is circa 75 cm.
De bladeren zijn grijsgroen en behaard. Ze zijn min of meer lijnvormig en hebben een lengte van maximaal 4 cm. De soortaanduiding angustifolia is dan ook Latijn voor 'smalbladig'. Echte lavendel bloeit gedurende de zomermaanden (juni tot augustus). De bloemen zijn violet blauw, roze of wit en hebben een doorsnede van 3-5 mm. De bloeiwijze is aarvormig.
Variëteiten worden in grote delen van Europa gebruikt als tuinplant. Door snoeien kunnen de planten compact gehouden worden (circa 50 cm hoog) en er worden zo veel jonge scheuten gevormd.
Voor de industrie wordt echte lavendel gekweekt vanwege de aromatische olie die gebruikt wordt in parfums. De welriekende bloemen worden verzameld als ze net opengaan. Daarna wordt de olie eruit gehaald.

## Cultivars
Cultivars ontstaan na kruising, selectie en vermeerdering.
Er moet een onderscheid gemaakt worden tussen de intraspecifieke cultivars ontstaan door  kruising van verschillende variëteiten of lijnen binnen eenzelfde soort (in dit geval meestal  Lavandula angustifolia) zoals:
- L. angustifolia 'Arctic Snow' ('Alba') (bloemen wit, hoogte 40 cm)
- L. angustifolia 'Blue Mountain White' (bloemen wit hoogte 50-60 cm bloei juni-september)

en de interspecifieke hybridencultivars ontstaan door kruising tussen verschillende soorten zoals L. × intermedia 'Alba', een eveneens witbloemige cultivar in het hybridenras lavandin ( L. ×intermedia) ontstaan door kruising van L. angustifolia en L. latifolia.
Voor de sierteelt wordt geselecteerd op hoogte, vorm, densiteit, kouderesistentie (wintervastheid), geur, bladkleur en bloemkleur. De bloemen gaan van wit over roze naar vele tinten tussen helderblauw en donkerviolet.
De meeste cultivars worden vegetatief vermeerderd door stekken. Het zijn klonen.
- L. angustifolia 'Lady' (bloemen donker violet in korte bolvormige aren, zeer aromatisch) is hierop een uitzondering: het is een zaadvast  ras dat kan worden vermeerderd door uitzaaiing.

Andere voorbeelden van cultivars van  L. angustifolia, buiten de reeds genoemde, zijn:
- L. angustifolia 'Little lady' = 'Batlad' (bloemen violetblauw)
- L. angustifolia 'Bowles Early' (vroegbloeiend, zachtviolette bloemen op dikke aren, blad grijs en wollig, compacte groei)
- L. angustifolia 'Brabant' (roze bloemen)
- L. angustifolia 'Cedar Blue' (donkerroze tot licht violette bloemen en wijd open, takken iets doorbuigend)
- L. angustifolia 'Little Lottie' = 'Clarmo' (roze bloemen, dwergvorm)
- L. angustifolia 'Contrast' (helder, bijna wit violet uit zeer donker violette knoppen, kort maar rijk bloeiend, hoogte 60 cm)
- L. angustifolia 'Dwarf Blue' (bloemen donkerviolet, laag en niet al te compact)
- L. angustifolia 'Folgate' (bloemen helder violetblauw, hoogte tot 70 cm, blad grijsgroen, rechte groei)
- L. angustifolia 'Hidcote Blue' (violetpaarse bloemen, donkere knoppen)
- L. angustifolia 'Hidcote Pink' (roze bloemen)
- L. angustifolia 'Imperial Gem' (bloemen donkerviolet op vertakte bloemstengels, statig opgaand van textuur, vrij zilver van blad, hoogte 70 cm)
- L. angustifolia 'Irene Doyle' (bloemen groot en vrij donkerviolet op lichtgroene aren, hoogte 65 cm)
- L. angustifolia 'Loddon Pink' (zoals 'Rosea')
- L. angustifolia 'Miss Katherine' (bloemen donkerroze met roodachtige knoppen)
- L. angustifolia 'Miss Muffet' = 'Scholmis' (bloemen helder violet)
- L. angustifolia 'Munstead' (bloemen groot en zacht violet, hoogte 60 cm)
- L. angustifolia 'Nana Alba' (bloemen wit, hoogte amper 25 cm, zeer compacte groei)
- L. angustifolia 'Rosea' (bloemen eerst wit, later lilaroze, hoogte 70 cm)
- L. angustifolia 'Twickle Purple' (bloemen donkerviolet op lange fijne aren, hoogte 70 cm, breed bossig en compact, blad tamelijk breed)